# Gendarmenmarkt
Gendarmenmarkt je náměstí v Berlíně, v hlavním městě Německa. Na náměstí se nachází stavby katedrál Deutscher Dom, Französischer Dom a koncertní dům Schauspielhaus (Konzerthaus Berlin). Ve středu náměstí se nachází mramorová socha německého spisovatele Friedricha Schillera. Náměstí bývá označováno jako jedno z nejkrásnějších v Berlíně.

## Historie
Náměstí bylo vybudováno roku 1688 podle návrhu Johanna Arnolda Neringa na popud říšského knížete Friedricha III, pozdějšího pruského krále Friedricha I. Původně sloužilo jako tržiště ve městě Friedrichstadt, které dříve nebylo součástí Berlína. Náměstí bylo v roce 1733 rekonstruováno Georgem Christianem Ungerem. V 17. století se náměstí jmenovalo Linden-Markt, v 18. století do roku 1786 Mittelmarkt nebo Friedrichstädtischer Markt, později Neuer Markt. 
V letech 1736–1782 bylo místo využíváno vojenským regimentem Gens d'Armes, a proto bylo náměstí v roce 1799 přejmenováno podle názvu regimentu na Gendarmenmarkt. Původně vybudované stáje byly zbourány v roce 1773 z nařízení Friedricha der Große. 
V letech 1701–1705 zde byl na severní straně postaven majestátní kostel Französischer Dom a v letech 1701–1708 byl na opačné straně náměstí vystaven kostel Deutscher Dom. V roce 1776 bylo na náměstí postaveno malé francouzské komediální divadlo (Komödientheater) podle návrhu Johanna Boumana, které bylo v letech 1786 přejmenováno na Nationaltheater (Národní divadlo) 
V letech 1800–1802 bylo přestavěno na nové národní divadlo s 2000 místy k sezení na základě návrhu architekta Carla Gottharda Langhanse. Divadlo v roce 1817 zničil požár, a tak bylo postaveno jiné navržené Karlem Friedrichem Schinkelem. Předání klasicistní koncertní budovy Schauspielhaus do užívání veřejností se uskutečnilo v roce 1821. 
10. listopadu 1859 byl odhalen pomník ke 100. výročí narození německého spisovatele Friedricha Schillera. Mezi lety 1871–1936 se toto místo nazývalo Schillerplatz. 
Během druhé světové války bylo náměstí poničeno. V roce 1948 na náměstí vystoupil sbor Alexandrovců. V roce 1950 bylo náměstí přejmenováno na Platz der Akademie. 
V roce 1991 získalo náměstí zpět své původní jméno Gendarmenmarkt. 

## Popis
Náměstí má velikost 3,3 hektarů. Administrativně se nachází v berlínské městské čtvrti Mitte. Na severní straně je ohraničeno ulicí Französische Straße, na západní straně ulicí Charlottenstraße, na jihu ulicí Mohrenstraße a na východní straně Markgrafenstraße. Ulice Jägerstraße a Taubenstraße vedou do středu náměstí.

## Významné stavby

### Französischer Dom
Francouzská katedrála (německy: Französischer Dom nebo Französischer Friedrichstadtkirche) byla postavena v letech 1701–1705 na základě návrhu Jeana Cayarta a Abrahama Quesnaya, kteří se po opuštění Francie usadili v Berlíně. Inspirovali se neoklasicistní stavbou kostela v Saint-Maurice ve Francii. Během druhé světové války byla francouzská katedrála poničena. Obnova stavby počala v roce 1978 a celková rekonstrukce proběhla v letech 1981–1987. Otevřená pro veřejnost byla 9. srpna 1987. V budově se nachází muzeum Hugenotów a restaurace.

### Deutscher Dom
Německá katedrála (německy: Deutscher Dom) byla postavena v barokním stylu během let 1701–1708 na základě návrhu Martina Grünberga. O osmdesát let později byl kostel přestavěn do novobarokního stylu. V letech 1780–1785 byla provedena přestavba Karlem von Gontardem, který nechal vybudovat kopule na věžích. Katedrála byla celkově zničena požárem v roce 1943. Po sjednocení Německa byla zahájena obnova v roce 1993 a dne 2. října 1996 byla znovu otevřena pro veřejnost. V budově se nachází muzeum parlamentní německé historie.

### Schauspielhaus
Schauspielhaus nebo Konzerthaus Berlin bylo vystavěno v roce 1821 na místě divadla Nationaltheater vyhořelého v roce 1817. Nové divadlo bylo postaveno na základě projektu Karla Friedricha Schinkla. Divadlo bylo poničeno během druhé světové války a jeho obnova započala roku 1979. Divadlo se znovu otevřelo dne 1. října 1984 a od roku 1994 je oficiálně nazvané Konzerthaus Berlin.